# Timescape UI
Timescape UI, is een gebruikersinterface die ontwikkeld is door de mobiele divisie van Sony Mobile Communications voor het besturingssysteem van het Amerikaanse internetbedrijf Google, Android. De software wordt op de Xperia-lijn van het Japanse bedrijf gelegd en concurreert met onder andere Samsungs TouchWiz en HTC's Sense UI.
De interface zorgt voor een verbeterde grafische vormgeving voor Android. Wanneer een telefoon met Timescape UI wordt gebruikt, kunnen er widgets op het thuisscherm van Android worden geplaatst. Zo'n widget laat bijvoorbeeld het weerbericht of nieuwe berichtjes van sociale media, zoals Facebook en Twitter zien. In de interface is Mediascape geïntegreerd, een multimediaplatform waarmee eenvoudig foto's, muziek en video's te beheren zijn. Om de kwaliteit van de muziek te verbeteren, heeft Sony een speciale Walkman-applicatie in de interface gebouwd.
De recentste versie van het Timescape UI draait op Android "Jelly Bean" en wordt gebruikt in de recent gelanceerde Xperia Z(L), Xperia SP, Xperia V en Xperia L. Deze heeft een aantal veranderingen ondergaan vergeleken met zijn vorige versie. Zo is onder andere de achtergrond veranderd en is battery stamina geïntegreerd, wat ervoor moet zorgen dat de batterij langer mee moet gaan.
Op 14 december 2012 werd bekend dat de grafische schil ook op andere Android-apparaten te installeren was. Het is beschikbaar voor smartphones en tablets en moet minimaal over Android 4.0 beschikken.